# Kościół św. Antoniego w Lisznej
Kościół św. Antoniego w Lisznej – drewniana świątynia rzymskokatolicka pod wezwaniem św. Antoniego Padewskiego, zbudowana w latach 1936–39, znajdująca się w Lisznej.

## Historia
Wcześniej mieszkańcy wsi uczęszczali do parafii Rozesłania Apostołów w Mrzygłodzie. Od 27 lutego 1985 kościół stanowi filię parafii Wniebowstąpienia Pańskiego w Sanoku. Jest zlokalizowany pod adresem Liszna 34.
Inicjatorem budowy kościoła był sanocki lekarz dr Antoni Dorosz, który przekonał mieszkańców wsi do wyboru miejsca wzniesienia świątyni w południowej, części wsi, na zalesionym stoku, nieopodal istniejącego tam sanatorium (pierwotnie kościół planowano wybudować w centrum wsi, przy głównej arterii). Projekt wykonał Kazimierz Osiński. Budową kierował Jan Gawlewicz z Sanoka. Kamień węgielny pod budowę kościoła wmurowano w 1936). Akt erekcyjny został dokonany przez ks. Sieradzkiego. Poświęcenia kościoła dokonał w 1939 ks. Antoni Porębski z parafii Przemienienia Pańskiego w Sanoku.
Świątynia została ulokowana pośród lasu na wzgórzu w południowej części wsi, w sąsiedztwie sanatorium ufundowanego w okresie II Rzeczypospolitej przez Michalinę Mościcką, pierwszą damę Polski, małżonkę Prezydenta RP, Ignacego Mościckiego (umożliwiało kąpiele wodne, wykorzystywano mikroklimat gór). Sanatorium zostało zniszczone przez Niemców w 1941.
W latach 90. XX w. w czasie remontu wieży zasłonięto arkadowe prześwity pod hełmem, wykorzystywane wcześniej do grania na trąbce w czasie uroczystości religijnych. 

## Architektura i wyposażenie
Bryła świątyni wzorowana na kościołach z terenu Podhala o tradycyjnej ciesiołce. Budowla orientowana, konstrukcji zrębowej z  trójbocznie zamkniętym prezbiterium. Wieża na planie kwadratu zamknięta spiczastym hełmem. 
Wnętrze nakryte pozornym sklepieniem zwierciadlanym, ściany dekorowane pozornymi pilastrami. Pierwotnie ołtarz kościoła został wykonany przez żołnierzy 2 Pułku Strzelców Podhalańskich z Sanoka; obecny istnieje od 1991; w kościele znajduje się także Obraz Matki Boskiej Liszniańskiej, który został namalowany przez żołnierza ww. pułku.

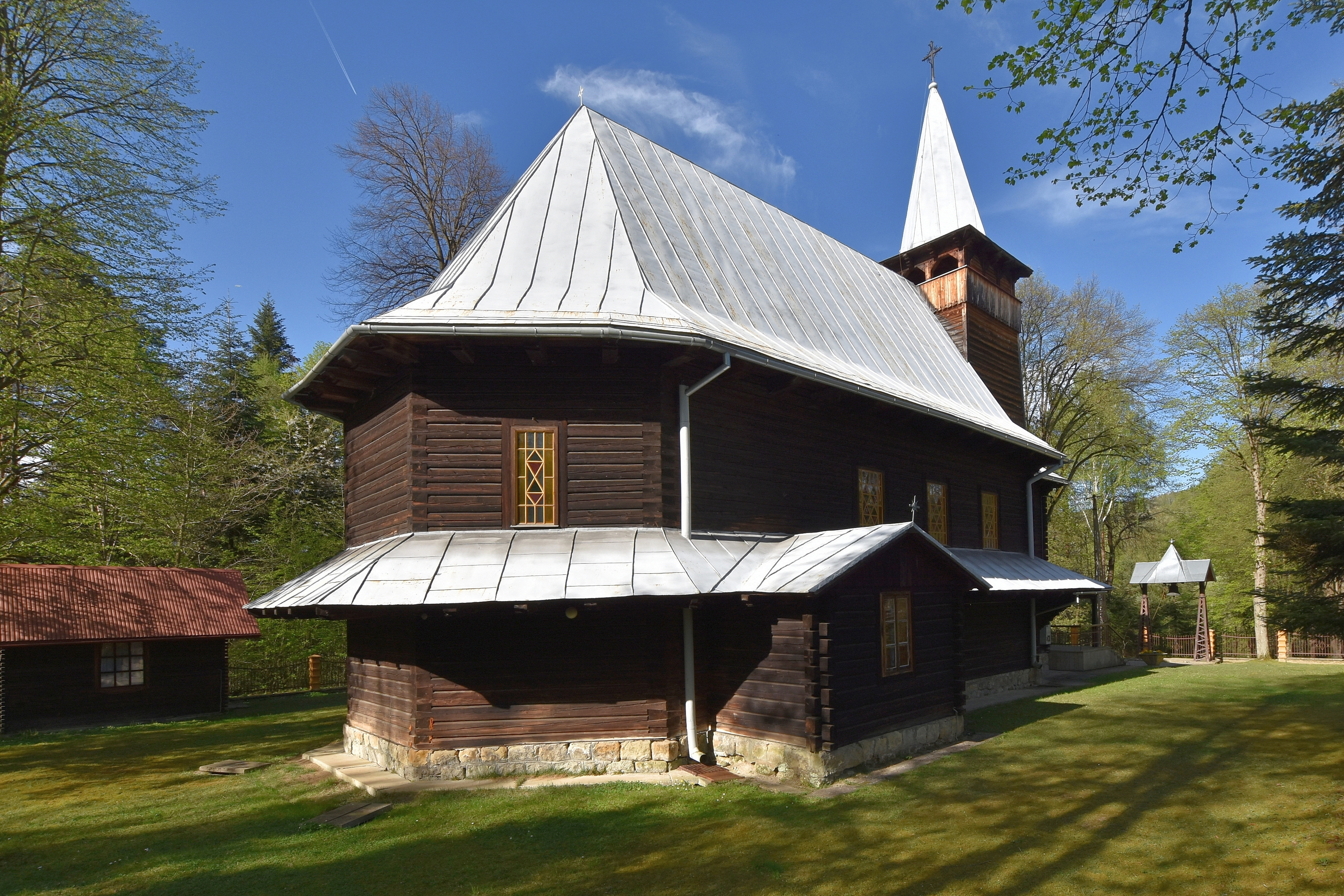
Elewacja tylna
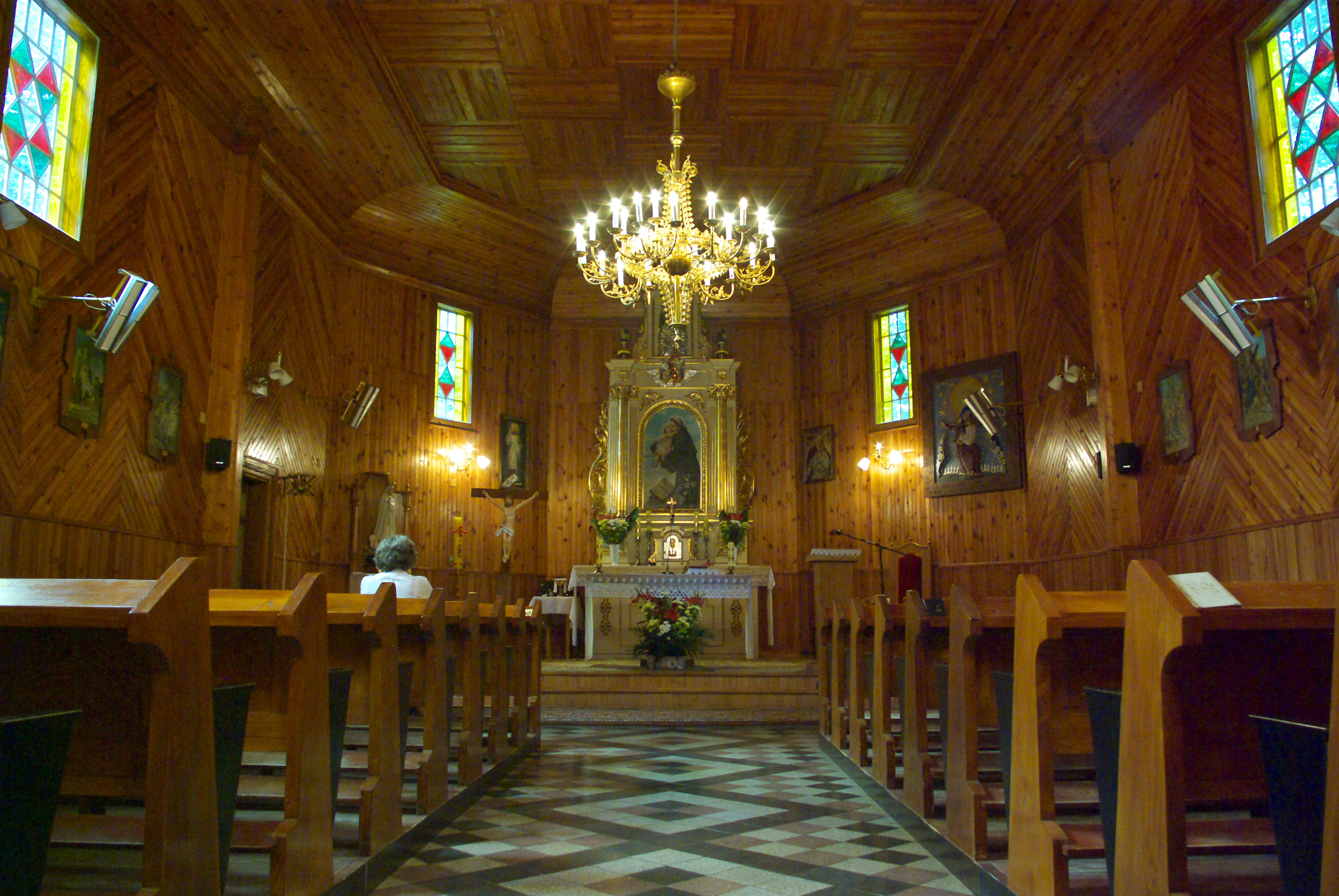
Wnętrze
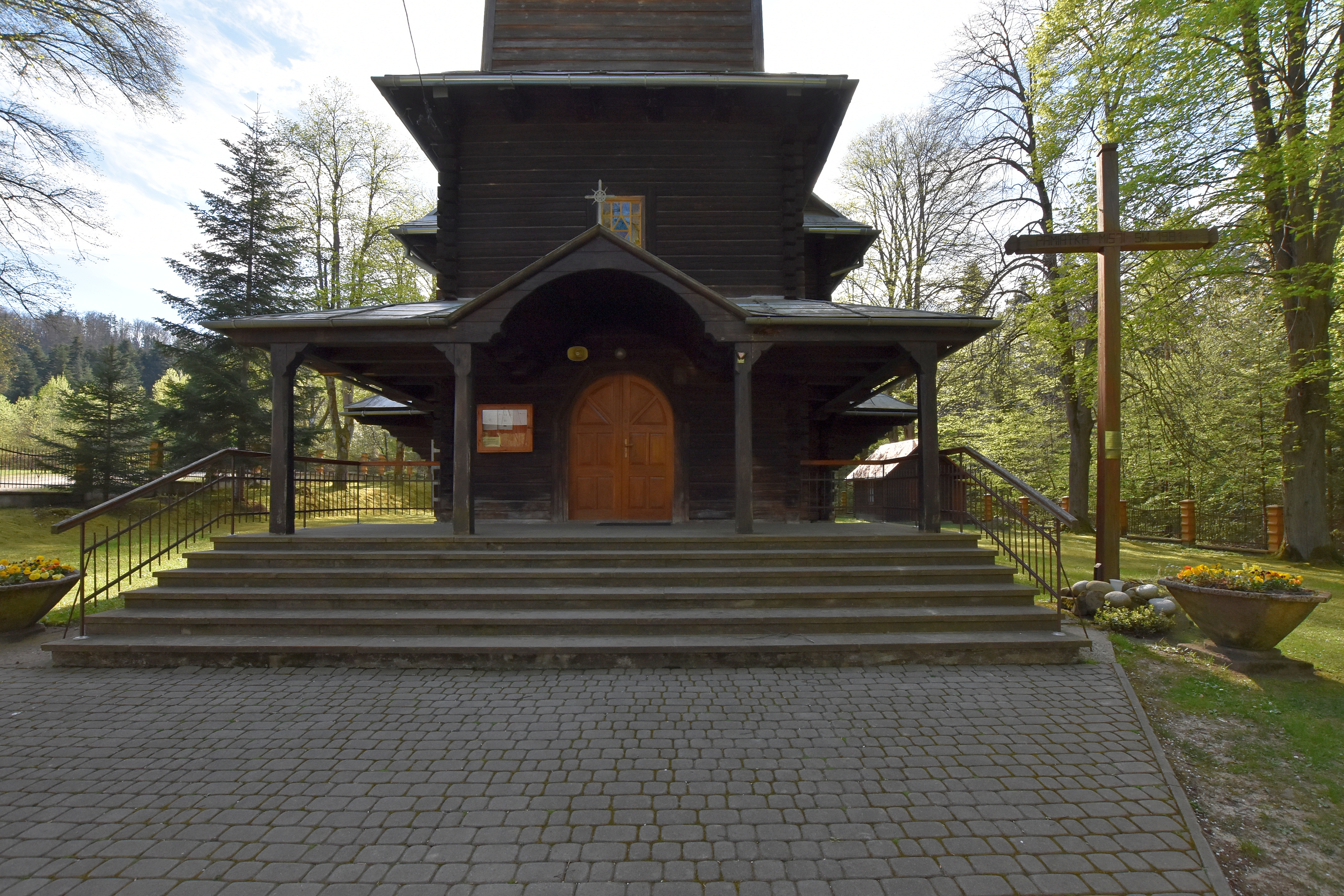
Elewacja frontowa

## Otoczenie
Przy świątyni znajduje się dzwonnica oraz cmentarz. Na cmentarzu został ustanowiony pomnik poświęcony mieszkańcom wsi, ofiarom lat 1940-1945 (38 zamordowanych na Wołyniu przez UPA, 4 ofiarom sowieckich obozów pracy, 2 wywiezionym na Sybir, 4 ofiarom niemieckich obozów koncentracyjnych).